# Mike Meiré
Michael Eugen Georg „Mike“ Meiré (* 5. Juli 1964 in Darmstadt) ist ein deutscher Designer, Art Director, Künstler und Kurator.

## Leben
Meiré begann seine Laufbahn als Herausgeber und Art Director des Magazins Apart. 1987 gründete er zusammen mit seinem Bruder Marc die Agentur Meiré und Meiré in Köln und mit Thomas Bried in Wiesbaden. 1996 erweiterte er das Netzwerk nach London, wo die Wohnung von Peter Saville unter dem Namen „The Apartment“ als Büro diente. 1997 gründete er zusammen mit seinem Bruder Marc die Firma Aerome mit dem Ziel, Filme mit Duft zu synchronisieren.
Meiré war Art Director des Wirtschaftsmagazins Econy und ist seit 1999 Art Director des Nachfolgers brand eins. Für Dornbracht entwickelte und kuratierte er die Projektreihe Dornbracht Culture Projects und inszenierte u. a. eigene künstlerische Beträge wie „The Farm Project“, „Global Street Food“ und „Revolving Realities“.
2004 hielt er das Stardust Festival mit dem Künstler Mark Borthwick in Köln ab. 2009 war er an der Entwicklung des neuen Layouts der Neuen Zürcher Zeitung beteiligt.
2010 erschien der erste Katalog „day in day out“ über seine freien künstlerischen Arbeiten für die Bartha Contemporary Ltd., London.
Seit 2011 ist Meiré Art Direktor des Magazins GARAGE. Seit Mai 2015 betreut er zusammen mit Philipp Blombach und Charlotte Cassel die Art-Direktion des monatlich erscheinenden WELT-Kunstmagazins BLAU.
Meiré lebt und arbeitet in Köln.

## Trivia
Im Jahre 2017 wurde Meiré für die Lokalzeit des WDR Fernsehens portraitiert. In einer Szene beklagte er dabei sich wortgewaltig über Kunst und Design der Gegenwart. Dieser Ausschnitt wurde vielfach rezipiert und der Ausdruck „Wo ist the latest shit?“ ein bekanntes deutsches Meme.

## Zitat
„Wo ist the latest shit?
Wo ist das denn?
Wo passiert das denn?
Wo ist der Merger?
Wo ist hier Fashion?
Wo ist Musik?
Wo ist Architektur?
Ich seh' so ein paar Prints, ein paar Poster.
Aber das ist es noch nicht.
Bauhaus, was soll das denn?
Die werden jetzt 100 Jahre alt, nächstes Jahr.
Ich kann mich doch daran nicht mehr erlabern.
Es muss doch weitergehen.
Wo sind die Magazine?
Wo ist die Inspiration?
Wo ist Augmented Reality?
Wo ist das alles?
Wo sind die Oculus Rift Brillen?
Das ist alles so eine Komfortzone.“

## Werke
- Art Director des Wirtschaftsmagazins brand eins
- Art Director des Kulturmagazins 032c
- Art Director des Magazins Kid’s Wear
- Art Director der Architekturzeitschrift Arch+
- Chefdesigner der Neuen Zürcher Zeitung[22]
- Art Director des Andy Warhol’s Interview Magazine, deutsche Ausgabe
- Art Director von Dasha Zhukovas GARAGE Magazine, internationale und russische Ausgabe

## Ausstellungen (Auswahl)
- 1991–1993: Internationale Möbelmesse, Köln
- 2010: Icons of a Modern Age, Bartha Contemporary, London
- 2012: Economy of Attention, Bartha Contemporary, London
- 2013: Conflicts and Holes, Bartha Garage, Basel
- 2018: ideal und alltag, ak Raum, Köln
- 2019: NORTH-WEST, von Bartha, S–chanf
- 2020 DANCING PROTESTING WAITING AND WORKING, Ruttkowski;68, Cologne, DE
- 2021 TOXIC, Galerie Gisela Clement, Bonn, DE

## Auszeichnungen (Auswahl)
- 2006: „Visual Leader of the Year Award 2006“ der Lead Academy[23]
- 2015: Ehrenmitglied des Deutschen Designer Clubs DDC
- 2016: „Kölner Klopfer“, Designpreis der Studierenden der Köln International School of Design